# 眉山 (岐阜市)

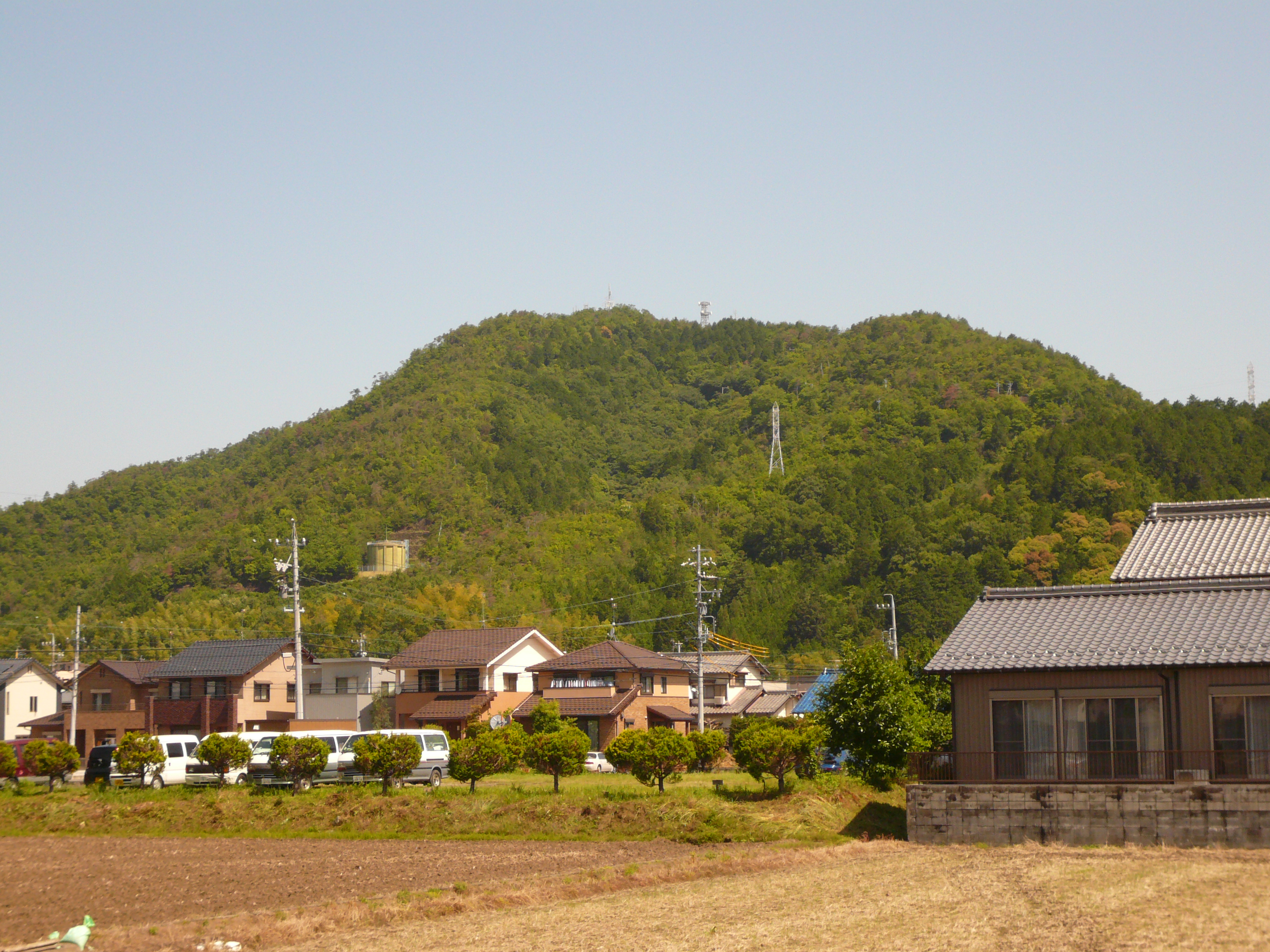
南麓から望む眉山、頂上に電波塔がある。

眉山（びざん）は、岐阜県岐阜市にある標高231 mの山。

## 概要
低い山だが、岐阜県山岳連盟（編）『続ぎふ百山』岐阜新聞社（1987年（昭和62年）7月）に紹介されている。

## 自然
眉山の山名の由来は、江戸後期の学者、頼山陽が美濃の門人を訪ね、帰路西粟野の庄屋河野家に立ち寄った時に眉を引いたように優美な山容に感じて名付けたと言われている。

## 登山道
山頂への道は頂上の電波塔の管理のための道なので自動車道になっている。一般車両は入れないように登り口は鎖ゲートになっているが、徒歩での登山は問題無い。
山の北側にある白山神社の近くに鉄塔点検路があり、そこからの登山も可能。入ってすぐの竹やぶを抜けると岩崎一号古墳がある。

## その他
頂上部分には岐阜市指定史跡の鎧塚古墳（前方後円墳）があり、三等三角点（点名が「岩崎」）は古墳上にある。
頂上に電波塔（長良テレビ中継局）があり、岐阜市の金華山以北及び山県市をフォローしている。
東側山麓に岐阜市立岩野田中学校があり、校歌に歌われている。
西側山麓に畜産センターと東海自然歩道がある。

## 周辺
- 岐阜市立岩野田中学校